# Best Friends Whenever
Best Friends Whenever is een Amerikaanse comedyserie voor televisie bedacht door Jed Elinoff en Scott Thomas, uitgezonden op Disney Channel van 26 juni 2015 tot 11 december 2016. De hoofdrolspelers zijn Landry Bender, Lauren Taylor, Gus Kamp, Ricky Garcia, Benjamin Cole Royer en Matthew Lewis Royer.

## Verhaal
De twee goedbevriende tienermeisjes Cyd en Shelby uit Portland wonen samen terwijl Cyds ouders op een archeologische expeditie zijn in Peru. Na een ongeluk in het wetenschappelijk laboratorium van hun buurman Barry krijgen ze de mogelijkheid om in de tijd te reizen.

## Rolverdeling
- Landry Bender - Cyd Ripley
- Lauren Taylor - Shelby Marcus
- Gus Kamp - Barry Eisenberg
- Ricky Garcia - Naldo Montoya
- Benjamin Cole Royer - Bret Marcus
- Matthew Lewis Royer - Chet Marcus
- Kevin Symons - Norm
- Mary Passeri - Astrid
- Madison Hu - Marci
- Larry Joe Campbell - Mr. Doyle
- Nora Dunn - Janet Smythe
- Bryana Salaz - Daisy